# يعقوب (قنزات)
يعقوب (ثاوريرت يعقوب) هي قرية موجودة في بلدية قنزات، الكائنة بدائرة قنزات، بولاية سطيف الجزائرية.